# Dong Biwu
Dong Biwu (ur. 5 marca 1886, zm. 2 kwietnia 1975) – chiński polityk i działacz komunistyczny w czasach Mao Zedonga. 
W młodości był członkiem Ligi Związkowej i Kuomintangu. W 1921 roku był jednym ze współzałożycieli Komunistycznej Partii Chin. Uczestnik Długiego Marszu.
Po utworzeniu Chińskiej Republiki Ludowej organizator systemu sądownictwa. W latach 1954–1959 był przewodniczącym Najwyższego Sądu Ludowego. Był także członkiem kierownictwa KPCh i państwa: od 1945 roku członkiem KC i Biura Politycznego (od 1973 jego Stałego Komitetu), a od 1959 roku wiceprzewodniczącym ChRL.
Po odsunięciu przewodniczącego ChRL Liu Shaoqi w październiku 1968 roku Dong jako wiceprzewodniczący przejął jego obowiązki (wspólnie z drugą wiceprzewodniczącą, Song Qingling). Od 1972 roku oficjalnie pełnił obowiązki przewodniczącego jako tymczasowa głowa państwa. W styczniu 1975 roku stanowisko przewodniczącego Chińskiej Republiki Ludowej zniesiono, a obowiązki głowy państwa przejął przewodniczący Stałego Komitetu Ogólnochińskiego Zgromadzenia Przedstawicieli Ludowych (był nim wówczas marszałek Zhu De).
Dong Biwu zmarł w kwietniu 1975 roku w wieku 89 lat. W krótkim czasie po jego śmierci zmarli kolejni liderzy chińscy tego pokolenia – Zhou Enlai, Zhu De, Mao Zedong.